# Roosevelt County, New Mexico
Roosevelt County är ett administrativt område i delstaten New Mexico, USA, med 19 846 invånare. Den administrativa huvudorten (county seat) är Portales.

## Geografi
Enligt United States Census Bureau har countyt en total area på 6 358 km². 6 342 km² av den arean är land och 16 km²  är vatten.

### Angränsande countyn
- Curry County, New Mexico - nord
- Quay County, New Mexico - nord
- DeBaca County, New Mexico - väst
- Chaves County, New Mexico - väst
- Lea County, New Mexico - syd
- Cochran County, Texas - sydöst
- Bailey County, Texas - öst

## Orter
- Dora